# Confisca
La confisca (dal latino confiscare ovvero "consegnare al fisco") è una sanzione decisa da un'autorità che si appropria dei beni di una persona o di un'azienda senza corrispettivo.
Essa differisce da altre forme di espropriazione, come l'espropriazione (espropriazione forzata e espropriazione per pubblica utilità) o il sequestro giudiziario, per il suo obiettivo di sanzione. È anche diverso dalla multa che deve essere pagata sotto forma di somma di denaro mentre la confisca riguarda uno o più beni particolari.
In particolare si possono distinguere due particolari tipi di confisca:
- Nel diritto penale, la confisca è l'acquisizione coattiva, senza indennizzo, da parte della pubblica amministrazione di determinati beni o dell'intero patrimonio di chi ha commesso un reato
- La confisca amministrativa che è un provvedimento ablatorio a carattere sanzionatorio, misura conseguente alla commissione di un illecito amministrativo

## Storia
In origine, nel diritto romano, la confisca era il sequestro e il trasferimento di proprietà privata al fiscus (tesoro) da parte dell'imperatore; da qui l'appropriazione, sotto l'autorità legale, della proprietà privata allo Stato.